# Нэстак, Алек
А́лек Нэ́стак (рум. Alec Năstac; 2 апреля 1949, село Кавадинешть, жудец Галац, Социалистическая Республика Румыния) — румынский боксёр второй средней весовой категории, в 1970-е годы выступал за сборную Румынии. Бронзовый призёр летних Олимпийских игр в Монреале, вице-чемпион мира, обладатель двух серебряных медалей чемпионата Европы, победитель многих международных турниров и национальных первенств. Трёхкратный победитель турнира «Золотой пояс» (1971—1973), чемпион Румынии (1969, 1971—1973, 1975—1977). Заслуженный мастер спорта Румынии, кавалер бронзового креста «За верную службу» (2000).

## Биография
Алек Нэстак родился 2 апреля 1949 года в селе Кавадинешть, что в жудеце Галац, был третьим, младшим ребёнком в семье. Активно заниматься боксом начал сравнительно поздно, в возрасте девятнадцати лет, когда учился в профессиональном училище Галаца, в клубе «Дунэря» (по другим данным — «Конструкторул»), куда его привёл друг Михалис Теодоридис. Первым тренером Алека стал Григоре Желесняк. В конце 1960-х годов выигрывал почти все юниорские турниры, в которых принимал участие, в 1968 году пошёл служить в армию, где продолжил готовиться к соревнованиям и выступать за «Стяуа». Год спустя стал чемпионом Румынии во втором среднем весе, победив именитого Георге Чивара — с этого момента закрепился в основном составе национальной сборной. В 1971 году, несмотря на серьёзную травму (тромбофлебит в левом бедре) и изнурительную сгонку веса, завоевал серебряную медаль на чемпионате Европы в Мадриде, победив грека Евангелоса Яннопулоса, француза Янника Дюфура, финна Рейму Виртанена. В финале проиграл спорным судейским решением литовцу Юозасу Юоцявичусу. Благодаря череде удачных выступлений удостоился права защищать честь страны на летних Олимпийских играх 1972 года в Мюнхене, однако выбыл из борьбы за медали после первого же своего матча на турнире от кубинца Алехандро Монтойи. Сам Алек объяснял своё поражение перетренированностью.
В 1973 году Нэстак добавил в послужной список ещё одно серебро, на соревнованиях в Белграде он дошёл до финала, но в решающем бою уступил советскому боксёру Вячеславу Лемешеву. В следующем сезоне удачно съездил на впервые проведённый чемпионат мира в Гавану, откуда привёз медаль серебряного достоинства (победил ямайца Лимберта Брауна, кенийца Питера Дулу, югослава Драгомира Вуйковича, в финале не смог взять верх над представителем СССР Руфатом Рискиевым). Оставаясь в числе лидеров сборной, в 1976 году прошёл квалификацию на Олимпийские игры в Монреаль — на Играх дошёл до стадии полуфиналов, проиграв американцу Майклу Спинксу, в будущем многократному чемпиону мира среди профессионалов.
Получив бронзовую олимпийскую медаль, Алек Нэстак ещё в течение нескольких лет продолжал выходить на ринг, однако в крупнейших мировых турнирах участия не принимал и сколько-нибудь выдающихся результатов не добился. После завершения карьеры спортсмена многие годы служил в армии Румынии, тренером в обществе «Стяуа», уволившись в 1999 году в звании полковника. Помимо бокса также получил некоторую известность как актёр, снявшись в нескольких фильмах румынских режиссёров.
Провёл более 300 боёв, одержав около 200 побед нокаутом.

## Фильмография
- 1983 — Жестокий ринг — боксёр
- 1986 — Мы, на линии фронта — солдат